# Насонов, Роман Александрович
Роман Александрович Насонов (род. 24 июля 1980 года) — российский тайский боксёр, главный тренер сборной Московской области по тайскому боксу, Заслуженный тренер России по тайскому боксу.

## Биография
Роман Насонов родился в городе Краснодон, Луганской области. Единоборствами начал увлекаться в 14 лет, начал с занятия в секции бокса и каратэ.
Тайским боксом начался заниматься в 1998 году в городе Луганск, в клубе «Меконг» под руководством Чаленко Владимира Александровича
В 2002 году начал тренировать в клубе «Комбат», г. Москва
С 2011 года — главный тренер сборной команды Московской области по тайскому боксу
Под руководством Романа Насонова, сборная Московской области заняла:
Кубок России 2015, Калининград — ;
Чемпионат России 2016, Москва — ;
С 2017 года — старший тренер женской сборной команды России по тайскому боксу

## Спортивные достижения
Заслуженный тренер России по тайскому боксу
 Финалист Кубка Принца 2004, Бангкок.
 Чемпион Украины по тайскому боксу 2001, IAMTF

## Воспитанники
- Артем Голик — МСМК, Финалист Чемпионата Европы 2013, победитель Кубка России по тайскому боксу 2013.
- Денис Колотыгин — МС, Чемпион России 2016, Чемпион Мира 2016, IFMA,B class, Чемпион России по тайскому боксу среди студентов 2015,
- Александр Суржко — МС, Финалист Чемпионата России по тайскому боксу 2011
- Максим Макаров — МС, Призёр Кубка и Чемпионата России по тайскому боксу 2011
- Вячеслав Дьяконов — МС, Победитель Кубка России 2010[2]